# Ezio Rossi
Ezio Rossi (Torino, 31 luglio 1962) è un allenatore di calcio ed ex calciatore italiano, di ruolo difensore.
In carriera ha ottenuto nove promozioni: cinque da calciatore (Lecce nel 1984-1985, Torino nel 1989-1990, Verona nel 1990-1991 e Treviso nel 1995-1996 e 1996-1997), e quattro da allenatore (Triestina nel 2000-2001 e 2001-2002, Cuneo nel 2011-2012 e Casale nel 2015-2016).

## Carriera

### Giocatore

Rossi in maglia granata (a destra), in marcatura sullo juventino Rush nel derby di Torino del 3 gennaio 1988.

Cresciuto nel vivaio del Torino, squadra con cui esordisce in Serie A nella stagione 1982-1983, gioca poi per due anni in Serie B nelle file del Lecce, con cui nel 1985 partecipa alla prima storica promozione dei salentini in massima serie. Torna quindi in pianta stabile a Torino dove rimane per tutta la seconda metà degli anni 1980. Nell'estate del 1990 si trasferisce al Verona dove milita per un triennio, calcando per l'ultima volta i campi della Serie A nella stagione 1991-1992. Seguono quindi due brevi esperienze con Mantova e Legnago, e nella seconda parte degli anni 1990 la militanza nel Treviso, squadra dove tra il 1995 e il 1997 contribuisce alla doppia promozione dalla Serie C2 alla B, e con cui chiude la carriera agonistica nel 1999.

### Allenatore
Nel 1999 intraprende il doppio ruolo di allenatore-giocatore al Legnago, in Serie D. L'anno dopo gli viene affidata in Serie C2 la panchina della Triestina, che porta in Serie B con due promozioni consecutive, sfiorando poi il salto in Serie A nel 2003 con un quinto posto finale. 
Nello stesso anno passa al Torino, in serie B dove conclude la stagione a metà classifica. Nella stagione 2004-2005 viene esonerato alla quarantesima giornata del campionato, quando la squadra era terza in classifica; i granata partecipano comunque ai play off e ne vincono poi la finale, col Perugia, ottenendo la promozione in Serie A. Il fallimento renderà vana la promozione e il Toro, prima rilevato dai "lodisti" e poi da Urbano Cairo, ripartirà dalla Serie B.
L'estate seguente gli viene affidata la panchina del Treviso, neopromosso in massima categoria. Viene esonerato dopo undici giornate e il terz'ultimo in classifica (nelle quali totalizza 6 punti), e sostituito da Alberto Cavasin; i veneti, nonostante il cambio di allenatore, a fine campionato retrocederanno comunque da ultimi della graduatoria. Il 6 novembre 2006 viene richiamato ad allenare il Treviso, terz'ultimo in Serie B, in sostituzione dell'esonerato Diego Bortoluzzi, raggiungendo l'obiettivo salvezza e concludendo il campionato al dodicesimo posto.
Il 20 giugno 2007 diventa l'allenatore del Padova, in Serie C1. Dopo un positivo girone d'andata, gli è fatale un vistoso calo nella tornata conclusiva: la squadra esce dalla zona play-off e il tecnico viene esonerato il 18 marzo 2008, dopo la ventisettesima giornata; i biancoscudati finiranno comunque senza promozione quel torneo. 
Il 15 febbraio 2009, dopo l'esonero di Elio Gustinetti, viene chiamato ad allenare il Grosseto, in corsa per i play-off di Serie B; tuttavia, il 25 marzo seguente viene sollevato dall'incarico, con la squadra settima in classifica.
Il 30 marzo 2010 diviene l'allenatore del Gallipoli, dove subentra a Giovanni De Pasquale, il quale sette giorni prima aveva sostituito il dimissionario Giuseppe Giannini. Rossi trova una società sull'orlo del fallimento, terz'ultima in Serie B e con dieci giornate a disposizione per evitare la retrocessione; i pugliesi retrocedono comunque in Lega Pro Prima Divisione con due turni di anticipo, classificandosi al penultimo posto davanti alla sola Salernitana.
Nel luglio dello stesso anno diventa l'allenatore del Canavese, in Lega Pro Seconda Divisione, dove completa la stagione portando la squadra alla salvezza, all'undicesimo posto della classifica e con tre giornate di anticipo, nonostante gli 8 punti di penalizzazione inflitti alla società piemontese.
Il 7 giugno 2011 viene chiamato ad allenare il Cuneo, sempre in Seconda Divisione. Il 10 giugno 2012, superando nei play-off dapprima il Rimini e poi l'Entella, conduce le aquile alla promozione in Prima Divisione per la prima volta nella loro storia. Rimane con la squadra biancorossa per tutta la stagione 2012-2013, senza però riuscire a centrare la salvezza, dopo la sconfitta in casa ai play-out su calcio di rigore contro la Reggiana (1-1 all'andata, 0-1 al ritorno); viene quindi esonerato a fine campionato.
L'8 gennaio 2014 torna alla guida del Cuneo, squadra con la quale era ancora sotto contratto, retrocedendo dopo la sconfitta ai play-out contro il Delta Porto Tolle.
Il 12 giugno 2015 assume la guida tecnica del Casale, nel campionato piemontese-valdostano di Eccellenza. Al termine dell'annata i nerostellati festeggiano la promozione in Serie D, dopo la vittoria del 24 aprile 2016 ottenuta sul campo dell'Albese (3-1). Nella stagione 2016/17 disputa con il Casale il campionato di serie D, portando la neopromossa società ad un ottimo nono posto. oltre le più rosee aspettative di inizio stagione. Il 6 novembre 2017 dopo due anni sulla panchina dei nerostellati, alla tredicesima giornata, si dimette per divergenze con parte della dirigenza.
Il 10 ottobre subentra sulla panchina del Milano City, squadra militante in Serie D dove termina al tredicesimo posto.
L'anno successivo scende di categoria accettando la proposta del Pont Donnaz Hone Arnaz Evancon (PDHAE), da cui viene esonerato nel novembre 2019.
Un anno dopo, il 1º dicembre 2020, subentra a David Sassarini sulla panchina del Città di Varese, neopromosso in Serie D, che si trova al penultimo posto del girone A: guida la squadra per le successive 32 partite portandola alla salvezza. Nella stagione 2021-2022 viene inizialmente confermato alla guida della squadra; tuttavia il 5 aprile 2022, alla trentunesima giornata dopo il pareggio interno contro il Bra e con la squadra al terzo posto in classifica, si dimette.
Il 7 novembre 2023 ritorna dopo quattro anni sulla panchina dei valdostani del PDHAE, ultimi in classifica nel girone A della Serie D. Il 19 marzo 2024, dopo 10 sconfitte e 2 pareggi nelle ultime 12 giornate di campionato e con la squadra al penultimo posto in classifica, viene sollevato dall'incarico.
Il 3 Febbraio 2025 viene annunciato ufficialmente come nuovo allenatore del A.S.D. Borgaro Nobis, squadra invischiata nella parte bassa della classifica del Girone A della Serie D. Ad un mese esatto dal suo ingaggio e con la squadra sul fondo della classifica rassegna le dimissioni.

## Statistiche

### Presenze e reti nei club
| Stagione             | Squadra              | Campionato           | Campionato | Campionato |
| Stagione             | Squadra              | Comp                 | Pres       | Reti       |
| -------------------- | -------------------- | -------------------- | ---------- | ---------- |
| 1981-1982            | Torino               | A                    | 0          | 0          |
| 1982-1983            | Torino               | A                    | 8          | 0          |
| 1983-1984            | Lecce                | B                    | 21         | 3          |
| 1984-1985            | Lecce                | B                    | 28         | 3          |
| Totale Lecce         | Totale Lecce         | Totale Lecce         | 49         | 6          |
| 1985-1986            | Torino               | A                    | 17         | 1          |
| 1986-1987            | Torino               | A                    | 22         | 0          |
| 1987-1988            | Torino               | A                    | 30+1       | 2+0        |
| 1988-1989            | Torino               | A                    | 34         | 1          |
| 1989-1990            | Torino               | B                    | 35         | 4          |
| Totale Torino        | Totale Torino        | Totale Torino        | 146+1      | 8          |
| 1990-1991            | Verona               | B                    | 31         | 4          |
| 1991-1992            | Verona               | A                    | 26         | 1          |
| 1992-1993            | Verona               | B                    | 36         | 3          |
| Totale Verona        | Totale Verona        | Totale Verona        | 93         | 8          |
| 1993-1994            | Mantova              | C1                   | 26         | 1          |
| 1994-1995            | Legnago              | CND                  | 28         | 1          |
| 1995-1996            | Treviso              | C2                   | 33         | 1          |
| 1996-1997            | Treviso              | C1                   | 32         | 1          |
| 1997-1998            | Treviso              | B                    | 28         | 0          |
| 1998-1999            | Treviso              | B                    | 26         | 0          |
| Totale Treviso       | Totale Treviso       | Totale Treviso       | 119        | 2          |
| 1999-2000            | Legnago              | D                    | 24         | 0          |
| Totale Legnago Salus | Totale Legnago Salus | Totale Legnago Salus | 52         | 1          |
| Totale carriera      | Totale carriera      | Totale carriera      | 486        | 26         |

### Statistiche da allenatore
Statistiche aggiornate al 5 aprile 2022
| Stagione         | Squadra          | Campionato       | Campionato | Campionato | Campionato | Campionato | Coppe nazionali | Coppe nazionali | Coppe nazionali | Coppe nazionali | Coppe nazionali | Coppe continentali | Coppe continentali | Coppe continentali | Coppe continentali | Coppe continentali | Altre coppe | Altre coppe | Altre coppe | Altre coppe | Altre coppe | Totale | Totale | Totale | Totale | % Vittorie | Piazz.            |
| Stagione         | Squadra          | Comp             | G          | V          | N          | P          | Comp            | G               | V               | N               | P               | Comp               | G                  | V                  | N                  | P                  | Comp        | G           | V           | N           | P           | G      | V      | N      | P      | %          | Piazz.            |
| ---------------- | ---------------- | ---------------- | ---------- | ---------- | ---------- | ---------- | --------------- | --------------- | --------------- | --------------- | --------------- | ------------------ | ------------------ | ------------------ | ------------------ | ------------------ | ----------- | ----------- | ----------- | ----------- | ----------- | ------ | ------ | ------ | ------ | ---------- | ----------------- |
| 1999-2000        | Legnago          | D                | 34         | 11         | 11         | 12         | CI-D            | 2               | 1               | 0               | 1               | -                  | -                  | -                  | -                  | -                  | -           | -           | -           | -           | -           | 36     | 12     | 11     | 13     | 33,33      | 9º                |
| 2000-2001        | Triestina        | C2               | 34+4       | 15+4       | 10         | 9          | CI-C            | 4               | 1               | 2               | 1               | -                  | -                  | -                  | -                  | -                  | -           | -           | -           | -           | -           | 42     | 20     | 12     | 10     | 47,62      | 5º, (prom.)       |
| 2001-2002        | Triestina        | C1               | 34+4       | 13+2       | 14+1       | 7+1        | CI-C            | 6               | 2               | 1               | 3               | -                  | -                  | -                  | -                  | -                  | -           | -           | -           | -           | -           | 44     | 17     | 16     | 11     | 38,64      | 5º, (prom.)       |
| 2002-2003        | Triestina        | B                | 38         | 16         | 10         | 12         | CI              | 7               | 4               | 3               | 0               | -                  | -                  | -                  | -                  | -                  | -           | -           | -           | -           | -           | 45     | 20     | 13     | 12     | 44,44      | 5º                |
| Totale Triestina | Totale Triestina | Totale Triestina | 114        | 50         | 35         | 29         |                 | 17              | 7               | 6               | 4               |                    | -                  | -                  | -                  | -                  |             | -           | -           | -           | -           | 131    | 57     | 41     | 33     | 43,51      |                   |
| 2003-2004        | Torino           | B                | 46         | 14         | 17         | 15         | CI              | 3               | 1               | 0               | 2               | -                  | -                  | -                  | -                  | -                  | -           | -           | -           | -           | -           | 49     | 15     | 17     | 17     | 30,61      | 12º               |
| 2004-mag. 2005   | Torino           | B                | 40         | 19         | 11         | 10         | CI              | 7               | 4               | 2               | 1               | -                  | -                  | -                  | -                  | -                  | -           | -           | -           | -           | -           | 46     | 23     | 13     | 11     | 50,00      | Eson.             |
| Totale Torino    | Totale Torino    | Totale Torino    | 86         | 33         | 28         | 25         |                 | 10              | 5               | 2               | 3               |                    | -                  | -                  | -                  | -                  |             | -           | -           | -           | -           | 96     | 38     | 30     | 28     | 39,58      |                   |
| lug.-nov. 2005   | Treviso          | A                | 11         | 1          | 3          | 7          | CI              | 1               | 0               | 0               | 1               | -                  | -                  | -                  | -                  | -                  | -           | -           | -           | -           | -           | 12     | 1      | 3      | 8      | &8,33      | Eson.             |
| nov. 2006-2007   | Treviso          | B                | 32         | 9          | 13         | 10         | CI              | -               | -               | -               | -               | -                  | -                  | -                  | -                  | -                  | -           | -           | -           | -           | -           | 32     | 9      | 13     | 10     | 28,13      | Sub., 12º         |
| Totale Treviso   | Totale Treviso   | Totale Treviso   | 43         | 10         | 16         | 17         |                 | 1               | 0               | 0               | 1               |                    | -                  | -                  | -                  | -                  |             | -           | -           | -           | -           | 44     | 10     | 16     | 18     | 22,73      |                   |
| 2007-mar. 2008   | Padova           | C1               | 27         | 10         | 11         | 6          | CI-C            | 6               | 2               | 2               | 2               | -                  | -                  | -                  | -                  | -                  | -           | -           | -           | -           | -           | 33     | 12     | 13     | 8      | 36,36      | Eson.             |
| feb.-mar. 2009   | Grosseto         | B                | 7          | 2          | 1          | 4          | CI              | -               | -               | -               | -               | -                  | -                  | -                  | -                  | -                  | -           | -           | -           | -           | -           | 7      | 2      | 1      | 4      | 28,57      | Sub., Eson.       |
| mar.-giu. 2010   | Gallipoli        | B                | 10         | 1          | 0          | 9          | CI              | -               | -               | -               | -               | -                  | -                  | -                  | -                  | -                  | -           | -           | -           | -           | -           | 10     | 1      | 0      | 9      | 10,00      | Sub., 21º (retr.) |
| 2010-2011        | Canavese         | C2               | 32         | 12         | 8          | 12         | CI              | -               | -               | -               | -               | -                  | -                  | -                  | -                  | -                  | -           | -           | -           | -           | -           | 32     | 12     | 8      | 12     | 37,50      | 11º               |
| 2011-2012        | Cuneo            | C2               | 38+4       | 19+2       | 8+2        | 11         | CI-LP           | 6               | 2               | 2               | 2               | -                  | -                  | -                  | -                  | -                  | -           | -           | -           | -           | -           | 48     | 23     | 12     | 13     | 47,92      | 3º (prom.)        |
| 2012-2013        | Cuneo            | C1               | 32+2       | 8          | 11+1       | 13+1       | CI+CI-LP        | 1+1             | 0               | 1+1             | 0               | -                  | -                  | -                  | -                  | -                  | -           | -           | -           | -           | -           | 36     | 8      | 14     | 14     | 22,22      | 14º (retr.)       |
| gen.-giu. 2014   | Cuneo            | C2               | 16+2       | 5+1        | 6          | 5+1        | CI-LP           |                 |                 |                 |                 | -                  | -                  | -                  | -                  | -                  | -           | -           | -           | -           | -           | 16     | 5      | 6      | 5      | 31,25      | Sub., 11º (retr.) |
| Totale Cuneo     | Totale Cuneo     | Totale Cuneo     | 92         | 34         | 28         | 30         |                 | 8               | 2               | 4               | 2               |                    | -                  | -                  | -                  | -                  |             | -           | -           | -           | -           | 100    | 36     | 32     | 32     | 36,00      |                   |
| 2015-2016        | Casale           | Ecc.             | 34         | 23         | 7          | 4          | CI-ecc.         | 2               | 1               | 1               | 0               | -                  | -                  | -                  | -                  | -                  | -           | -           | -           | -           | -           | 36     | 24     | 8      | 4      | 66,67      | 1º (prom.)        |
| 2016-2017        | Casale           | D                | 34         | 12         | 12         | 10         | CI-D            | 2               | 1               | 1               | 0               | -                  | -                  | -                  | -                  | -                  | -           | -           | -           | -           | -           | 36     | 13     | 13     | 10     | 36,11      | 9º                |
| lug.-nov. 2017   | Casale           | D                | 13         | 3          | 5          | 5          | CI-D            | 1               | 0               | 0               | 1               | -                  | -                  | -                  | -                  | -                  | -           | -           | -           | -           | -           | 14     | 3      | 5      | 6      | 21,43      | Dimiss.           |
| Totale Casale    | Totale Casale    | Totale Casale    | 81         | 38         | 24         | 19         |                 | 5               | 2               | 2               | 1               |                    | -                  | -                  | -                  | -                  |             | -           | -           | -           | -           | 86     | 40     | 26     | 20     | 46,51      |                   |
| ott. 2018-2019   | Milano City      | D                | 30         | 11         | 5          | 14         | CI-D            | -               | -               | -               | -               | -                  | -                  | -                  | -                  | -                  | -           | -           | -           | -           | -           | 30     | 11     | 5      | 14     | 36,67      | Sub., 13º         |
| giu.-nov. 2019   | PDHAE            | Ecc.             | 11         | 5          | 2          | 4          | CI-ecc.         | 2               | 1               | 0               | 1               | -                  | -                  | -                  | -                  | -                  | -           | -           | -           | -           | -           | 5      | 2      | 1      | 2      | 40,00      | Eson.             |
| dic. 2020-2021   | Città di Varese  | D                | 32         | 9          | 12         | 11         | -               | -               | -               | -               | -               | -                  | -                  | -                  | -                  | -                  | -           | -           | -           | -           | -           | 32     | 9      | 12     | 11     | 28,13      | Sub., 16º         |
| 2021-apr. 2022   | Città di Varese  | D                | 26         | 13         | 8          | 5          | -               | -               | -               | -               | -               | -                  | -                  | -                  | -                  | -                  | -           | -           | -           | -           | -           | 26     | 13     | 8      | 5      | 50,00      | Dimis.            |
| Totale Varese    | Totale Varese    | Totale Varese    | 58         | 22         | 20         | 16         |                 | -               | -               | -               | -               |                    | -                  | -                  | -                  | -                  |             | -           | -           | -           | -           | 58     | 22     | 20     | 16     | 37,93      |                   |
| Totale carriera  | Totale carriera  | Totale carriera  | 617        | 232        | 187        | 198        |                 | 51              | 20              | 16              | 15              |                    | -                  | -                  | -                  | -                  |             | -           | -           | -           | -           | 678    | 252    | 203    | 213    | 37,17      |                   |

## Palmarès

### Giocatore
- Campionato italiano di Serie B: 1

Torino: 1989-1990
- Campionato italiano Serie C2: 1

Treviso: 1995-1996 (girone B)
- Campionato italiano Serie C1: 1

Treviso: 1996-1997 (girone A)

### Allenatore

#### Club
- Eccellenza: 1

Casale: 2015-2016 (girone B piemontese-valdostano)

#### Individuale
- Panchina d'argento: 1

2001-2002